# Liste der Monuments historiques in Sarcey (Haute-Marne)
Die Liste der Monuments historiques in Sarcey führt die Monuments historiques in der französischen Gemeinde Sarcey auf.

## Liste der Objekte
| Bezeichnung                               | Beschreibung                                        | Standort                         | Kennzeichnung | Schutzstatus | Datum | Bild |
| ----------------------------------------- | --------------------------------------------------- | -------------------------------- | ------------- | ------------ | ----- | ---- |
| Skulptur eines heiligen Bischofs          | Holz, farbig gefasst und vergoldet, 18. Jahrhundert | in der Kirche St-Saturnin (Lage) | PM52001126    | Classé       | 1979  |      |
| Skulptur eines heiligen Bischofs mit Buch | Holz, farbig gefasst und vergoldet, 18. Jahrhundert | in der Kirche St-Saturnin (Lage) | PM52001125    | Classé       | 1979  |      |